# Congos fodboldlandshold
Congos fodboldlandshold repræsenterer Congo i fodboldturneringer og kontrolleres af Congos fodboldforbund.